# Tiny Wharton
Thomas Kenneth „Tiny“ Wharton (* 3. November 1927 in Glasgow; † 9. Mai 2005 in Newton Mearns) war ein schottischer Fußballschiedsrichter und -funktionär.

## Sportlicher Werdegang
Wharton begann im Alter von 21 Jahren mit der Schiedsrichterei und avancierte schnell zu einem der führenden Spielleiter der Scottish Football Association, bereits 1951 stand er auf der Liste der führenden Schiedsrichter unter anderem für die höchste Spielklasse. Bis Anfang der 1970er Jahre leitete er in der Folge Spiele der schottischen Meisterschaft sowie je viermal Endspiele um den Scottish FA Cup und den Scottish League Cup. Ebenso kam er international mehrfach zum Einsatz. Im April 1959 pfiff er mit dem Aufeinandertreffen von Nordirland und Wales im Rahmen der British Home Championship 1958/59 sein erstes Länderspiel. Bis 1971 leitete er diverse Länderspiele – darunter auch Spiele der westdeutschen Nationalmannschaft, der DDR-Auswahl sowie der Schweiz –, ein Turniereinsatz blieb ihm jedoch verwehrt. Auch im Europapokal pfiff er regelmäßig Spiele, so leitete er das reguläre Finalspiel im Europapokal der Pokalsieger 1961/62 zwischen Atlético Madrid und AC Florenz am 10. Mai 1962 im Glasgower Hampden Park. Nach einem 1:1-Remis kam es im September im Stuttgarter Neckarstadion zum Wiederholungsspiel, das von Kurt Tschenscher gepfiffen wurde. Im Messestädte-Pokal 1970/71 stand zum Abschluss seiner internationalen Karriere das Semifinalrückspiel zwischen dem späteren Titelträger Leeds United und dem FC Liverpool unter seiner Leitung.
Wharton studierte am Royal Technical College of Glasgow Ingenieurwissenschaften. Nach einem kurzen Aufenthalt in einer Rechtsanwaltskanzlei war er für Redpath Brown und anschließend eine Stahlfirma in Gorbals tätig, die er später übernahm. Parallel engagierte er sich weiterhin im schottischen Schiedsrichterwesen, zwischen 1976 und 1990 leitete er das Schiedsrichterkomitee des schottischen Verbandes und zwischen 1981 und 2000 war er Mitglied des entsprechenden Komitees der FIFA. Als stellvertretender Vorsitzender führte er zwischen 1990 und 2000 den Football Trust, mit dem der Umbau der britischen Stadien aus Sicherheitsgründen zu reinen Sitzplatzstadien in Folge der Erfahrungen aus der Valley-Parade-Feuerkatastrophe von 1985 und der Hillsborough-Katastrophe von 1989 finanziert wurde. Bereits in Folge der Ibrox-Katastrophe 1971 hatte er bezüglich Sicherheitsaspekten Beiträge geliefert.
Nachdem Wharton 1990 in den Order of the British Empire aufgrund seiner Verdienste für den Sport aufgenommen worden war, erhielt er 1992 als erster Schiedsrichter den FIFA Order of Merit in Gold. 2010 wurde er in die Scottish Football Hall of Fame aufgenommen.